# Писарь декретный литовский
Писарь декретный литовский — должностноен лицо в Великом княжестве Литовском. Заведовал книгами Метрики Великого княжества Литовского. Должность была учреждена в 1645 году, подлежал присяге. 8 августа 1699 вышла декларация об превосходстве этой должности над инстигатором литовским. Но фактически это касалось только Романовича, поскольку впоследствии должность размещалась ниже инстигатории.
Писарями декретными литовскими были:

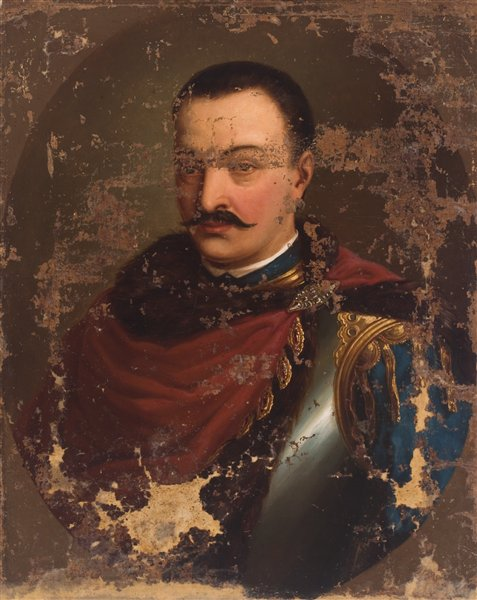
Ян Еленский

- Циприан Павел Бжостовский (27 марта 1645—11 апреля 1650)
- Криштоф Антоний Обрынский (20 июля 1650—28 июня 1660)
- Ян Франтишек Позняк (30 июня 1660—1664?)
- Казимир Юлиан Пухальский (11 апреля 1665—11 ноября 1692)
- Ян Денисий Романович (5 января/18 ноября 1693—21 июня 1701)
- Казимир Кароль Войдевич (29 сентября/10 октября 1704—26 сентября декабрь 1707
- Самуэль Юрович (Юревич) (16 ноября 1709—9 января 1720; 9 февраля 1711 с титулом писаря декретного выступает Мартин Флориан Карафа-Кобут)
- Франтишек Хжоновский (20 мая 1721—1722)
- Давид Мицкевич (13 октября 1722—до 30 апреля 1737)
- Каликст Гарновский (8 июля 1737—1746)
- Рафал Юзеф Еленский (12 декабря 1746—29 января 1752)
- Гедеон Еленский (16 октября 1752—18 октября 1776)
- Ян Еленский (29 октября 1776)
- Богуслав Леопольд Оскерко (1793?—)